# Peter Meinert
Peter Meinert Nielsen (født 24. maj 1966) er tidligere professionel dansk cykelrytter, der var stærkest som temporytter. Han har aldrig opnået de helt store resultater pga. sin funktion som hjælperytter på sine hold, men han er dog endt på podiet to gange i Post Danmark Rundt. I 1997, hvor han blev samlet nr. 2, og i 1998, hvor han endte på tredjepladsen.
Hans bedste resultat i Grand Tours er en samlet 20. plads i Vuelta a Espana 1996.
Han stoppede sin aktive karriere i 2000 pga. sygdom, og fortsatte derefter som assisterende sportsdirektør på det danske hold Team Fakta, hvor han hidtil havde haft en form for kaptajnrolle.

## Tour de France
Han har gennemført Tour de France to gange. I 1997 blev han samlet nr. 49 og i 1998 blev han nr. 45. Han har deltaget yderligere tre gange i Tour de France, hvor han har måtte udgå undervejs:
- 1992, udgik på 13. etape.
- 1994, udgik på 12. etape.
- 1999, udgået.